# Blerichen
Blerichen ist ein Stadtteil von Bedburg im Rhein-Erft-Kreis, Nordrhein-Westfalen. Ortsbürgermeister ist Rudolf Nitsche (SPD).

## Lage
Blerichen ist ein südöstlicher Stadtteil von Bedburg. Die Erft fließt durch den Ort, der östlich an den Tagebau Bergheim grenzt. Die Hauptdurchgangsstraße ist die Landstraße 361.

## Geschichte
Früher war die Siedlung Blerichen im Besitz der Reichsabtei Echternach. 997 wurde der Ort erstmals urkundlich erwähnt, als Kaiser Otto III. das Dorf an die Reichsabtei zurückgab. Politisch gehörte Blerichen später zu Bedburg, kirchlich aber zur Pfarrgemeinde Kirdorf.

## Verkehr
Die Erftbahn führt, ebenso wie die 1869 erbaute und 1996 stillgelegte Bahnstrecke Düren–Neuss, mitten durch den Stadtteil. Der nächstgelegene Haltepunkt ist der Bahnhof Bedburg (Erft).
Die VRS-Buslinien 905, 975 und 988 der Rhein-Erft-Verkehrsgesellschaft verbinden den Ort mit Bedburg-Mitte, Königshoven, Elsdorf und Bergheim.
| Linie | Verlauf |
| ----- | --- |
| 905   | Stadtbus Bedburg: Bedburg Bf – Bedburg-West – Kirchtroisdorf – Grottenherten – Kirchherten – Pütz – Königshoven – Kaster – Lipp – Bedburg Rathaus – Bedburg Bf – Blerichen – Kirdorf                                              |
| 975   | (Grevenbroich – Laach – Gustorf – Königshoven –) Kaster – Bedburg Bf – Blerichen – Kirdorf – Glesch – Paffendorf – Zieverich – Bergheim Bf – Kenten – Quadrath-Ichendorf – Horrem Bf                                              |
| 988   | (Stammeln – Heppendorf – Widdendorf – Grouven – Berrendorf-Wüllenrath – Giesendorf –) Elsdorf – Angelsdorf – Esch – Tollhausen – Oberembt – Frankeshoven – Niederembt – Bedburg Schulzentrum / (Kirdorf – Blerichen – Bedburg Bf) |

## Sonstiges
- In Blerichen gibt es einen Kindergarten der ev. Kirchengemeinde Niederaußem.
- Der Fußballverein B. C. Kirdorf-Blerichen vertritt die Orte Kirdorf und Blerichen.